# روابط اسرائیل و کردستان عراق
در اسرائیل بیش از ۱۵۰٬۰۰۰ هزارنفر کُرد زندگی می‌کنند. سابقه روابط کُردها با یهودیان به بیش از دو هزار سال برمیگردد، یهودیان کُردها را به عنوان یک هم پیمان استراتژیک و قابل اعتماد در منطقه عنوان کرده‌اند.
در سال ۱۹۴۸ میلادی با شکل‌گیری کشور اسرائیل فعالیت‌های آژانس یهود نیز با کُردها شروع شد به‌خصوص با کُردهای عراق، روابط و ارتباط جدی کُردها با اسرائیل از آنجایی آغاز شد که در ماه اوت ۱۹۳۱ رئون شیلوه از طرف دیوید بن گورین نفر دوم گروه صهیونیست‌های دنیا مأمور شد که برای جمع‌آوری اطلاعات در ارتباط با بافت جمعیتی و سیاسی خاورمیانه برای دولت یهود به عراق رود.در آنجا بود که رئون شیلوه با بررسی باورها و فرهنگ و ژنتیک کردها اولین بار نظریه یکسان بودن اجداد و ژنتیک کردها و یهودیان را مطرح کرد
در بحران عراق و حمله داعش به این کشور در سال ۲۰۱۴، مقامات اسرائیلی خصوصاً بنیامین نتانیاهو نخست وزیر اسرائیل رسماً از استقلال کُردها و تشکیل کشور کُردستان حمایت کرد.

## همکاری نظامی
ارتش اسرائیل نیروهای نظامی اقلیم کرستان عراق را آموزش داده است. همچنین از زمان اشغال عراق توسط آمریکا اسرائیلی‌ها در اقلیم کردستان فعال بوده‌اند.

## نظریه شباهت ژنتیک کردها و یهودی‌ها
روزنامهٔ هاآرتص مقاله‌ای دربارهٔ رابطهٔ ژنتیکی یهودیان و کردها منتشر کرده‌است؛ براساس ادعای این مقاله، طی پژوهش‌هایی که در دانشگاه عبری اورشلیم صورت‌گرفته‌است، کردها و یهودی‌ها از نظر ژنتیک بیشترین شباهت را به هم دارند و اجداد یکسان آن‌ها در جنوب شرقی ترکیه و شمال عراق زندگی می‌کرده‌اند.

## فروش نفت
گفته می‌شود اقلیم کردستان در سال ۲۰۱۴ به اسرائیل نفت فروخته است. مقام‌های اقلیم کردستان در این رابطه گفته‌اند که فروش نفت به اسرائیل مشکلی ندارد چرا که به تثبت استقلال اقلیم کردستان و درآمدزایی آن‌ها کمک می‌کند.

## تاریخچه روابط
رئون شیلوه که در طی سه سال مأموریتش در عراق، برای برقراری ارتباط و شناسایی مناطق کردنشین به عنوان یک اقلیت غیره عرب که تحت لوای یک کشور عرب زندگی می‌کردند و درگیری میان آن‌ها آشکار بود، از کُردها به عنوان یک متحد مناسب برای دولت یهود نام برد.
رهبران اسرائیل که بخشی از آن‌ها کُرد می‌باشند، براساس یک سری فاکتورهای موجود و مستند، همچون همزیستی مسالمت آمیز یهودیان و کُردها با سابقه‌ای بیش از دو هزار سال در کنار هم که وابستگی و پیوند عمیق و دیرینه‌ای که به لحاظ نژادی و فرهنگی را بین آن‌ها به وجود آورده باعث گذشته تا رهبران سیاسی کشور اسرائیل، کُردها را به عنوان یک هم پیمان استراتژیکی قابل اعتماد در منطقه به حساب آورده و بخش قابل توجهی از استراتژی سیاست خارجی خود را به آن اختصاص دهند.
یهودیان با کمک به کُردها در اداره مناطق خود و تضعیف اعراب به‌خصوص در عراق و سوریه، حساب ویژه‌ای در برقراری ارتباط با کُردها باز نموده و توانسته‌اند آن‌ها را به موفقیت‌های ارزشمندی برسانند.
اسحاق بن تسفیه نخست وزیر دوم دولت اسرائیل در رابطه با کُردها می‌گوید:
یهودیان در دوازده مکان بزرگ در کردستان سکونت گزیدند که به شرح زیر است:
سلیمانیه، زاخو، موصل، نصیبین، اورقه، اربیل، کرکوک، ارومیه، بوکان، نقریه، تشرقیله و عمادیه
یهودیان ساکن کردستان که ایام تلخ و شیرین فراوانی را پشت سر گذاشتند، توانستند روحانیان، اندیشمندان و خام خام‌هایی تحویل جامعه بدهند.
شیمون پرز معاون وقت وزارت دفاع در اوت ۱۹۶۵ میلادی با کامران علی بدرخان از رهبران کرد که در دهه ۱۹۴۰–۱۹۵۰ روابط پنهانی با اسرائیلی‌ها داشت جهت تضعیف اسرائیل در سال ۱۹۴۸ میلادی پیشنهاد کمک به اقلیت‌های قومی در کشورهای خاورمیانه که راس آن‌ها کُردها بودن، ارائه نمود.